# Josef Rovenský
Josef Rovenský (17. dubna 1894 Praha-Malá Strana – 5. listopadu 1937 Praha) byl český filmový režisér, herec a scenárista.

## Začátky
Jeho otec Josef Rovenský vedl pohřební ústav.
Po neúspěšných studiích odešel k divadlu. Začínal jako herec u různých kočovných hereckých společností, než získal stálé angažmá, nejdříve v divadle v Plzni. Odtud později odešel do Prahy, kde vystřídal několik kabaretů, jako byla Červená sedma, Rokoko, Bum nebo Revoluční scéna.

## Filmový herec
K filmu se dostal nejdříve jako herec, účinkoval ve filmech, které točil Karel Lamač. To mu otevřelo cestu do zahraničí a filmoval kupř. v Německu. Role měl především komediální, jako např. Antoušek Pižla ve snímku Švejk v civilu nebo Špekin v Revizorovi. Později následovala dramatická role vraha Prokůpka v Tonce Šibenici.

## Režisér
Velký přínos pro československou kinematografii představoval jeho režijní styl, který se odlišoval od stylu Gustava Machatého. Jeho prvními filmy byly Komediantka a Děti osudu, scenáristou byl Václav Wasserman. Naplno se realizoval až s příchodem zvukového filmu. Jeho styl je jaksi prostý, tradiční. Spolupracoval s kameramany "básníky" jako byl Karel Degl či Jan Stallich.

## Filmy Řeka a Maryša
V roce 1933 realizoval lyrický příběh o milostné lásce Řeka, o prvním vzplanutí situovaný do krajiny Posázaví, malebnost, síla přírody, jako určujícího elementu života, romantika, laskavý děj. Film se dočkal dobrého ohlasu na II. mezinárodním filmovém festivalu v Benátkách a distribuce do zhruba 30 zemí. Poté stvořil snímky, které nezískaly příliš kladný ohlas. Na úspěch s Řekou se mu podařilo navázat až filmem Maryša.
V roce 1935 natočil na Slovácku v obci Vlčnov psychologické dílo Maryša, který plánoval jako první barevný snímek. Později, po prvních verzích, kvůli nekvalitnímu výsledku od záměru ustoupil. Dočkal se kritiky k nepříliš citlivému přístupu k předloze, ale vesměs bylo jeho pojetí a přepracování bráno kladně. Získal příznivý ohlas na IV. MFF v Benátkách a obdržel cenu za režii. Další cenu získala Jiřina Štěpničková za roli Maryši.
Dne 28. července 1925 se na Staroměstské radnici v Praze oženil s Giselou Novou (* 1906).